# كلة بان الأول (مقاطعة دورة)
كلة بان الأول (بالفارسية: کله‌بان 1) هي منطقة سكنية تقع في قسم تشكن الريفي (مقاطعة دورة) في إيران. يقدر عدد سكانها بـ 138 نسمة .